# جدعون نجوكو
جدعون نجوكو (بالإنجليزية: Gideon Njoku) هو مدرب كرة قدم ولاعب كرة قدم نيجيري، ولد في 1947 في لاغوس في نيجيريا، وتوفي بنفس المكان في 10 يناير 2011. شارك مع منتخب نيجيريا لكرة القدم.